# Distance de Bray-Curtis
La distance de Bray-Curtis, ou indice de dissimilarité de Bray-Curtis, est utilisé en écologie et biologie pour évaluer la dissimilarité entre deux échantillons donnés, en termes d'abondance de taxons (phyla, espèces, OTUs...) présents dans chacun de ces échantillons. Il porte le nom de ses auteurs, J. Roger Bray et John T. Curtis.
L'indice de Bray-Curtis est souvent appelé à tort une distance (« Une fonction de distance bien définie obéit à l'inégalité triangulaire, mais il existe plusieurs mesures justifiables de la différence entre des échantillons qui n'ont pas cette propriété : pour les distinguer des distances réelles, on les appelle souvent des dissemblances. »). C'est donc parce que l'indice de dissimilarité de Bray-Curtis ne satisfait pas l'inégalité triangulaire qu'on l'appelle dissemblance pour éviter toute confusion. On trouve une implémentation logicielle pour les échantillons de grande taille dans le progiciel mothur.
L'indice de dissimilarité de Bray-Curtis est compris entre 0 (les deux échantillons ont la même composition) et 1 (les échantillons sont totalement dissemblables) . Sur des échantillons où la distance est intermédiaire (par exemple 0,5), cet indice se différencie des autres indices communément utilisés.
Les indices de Bray-Curtis et de Jaccard sont similaires de par l'ordination de rang qu'ils donnent, mais l'indice de Jaccard est métrique et devrait donc être préféré à l'indice de Bray-Curtis par défaut qui est semi-métrique.

## Conditions d'application de l'indice
Il est nécessaire pour pouvoir calculer la distance de Bray-Curtis de ne considérer que les échantillons ayant la même taille (aire ou volume), car la distance de Bray-Curtis se base sur les abondances brutes et non pas relatives des différentes espèces présentes dans l'échantillon.

## Équation
Voici l'équation permettant le calcul de la distance de Bray-Curtis : 
ici, deux échantillons j et k sont comparés
{\displaystyle BC_{jk}=1-{\frac {2\sum _{i=1}^{p}min(N_{ij},N_{ik})}{\sum _{i=1}^{p}(N_{ij}+N_{ik})}}}
Où {\displaystyle N_{ij}} est l'abondance d'une  espèce i dans l'échantillon j et {\displaystyle N_{ik}} l'abondance de la même espèce i dans l'échantillon k. Le terme min(.,.) correspond au minimum obtenu pour deux comptes sur les mêmes échantillons. Les sommes situés au numérateurs et dénominateur sont réalisées sur l'ensemble des espèces présentes dans les échantillons.